# Asadur Asadian

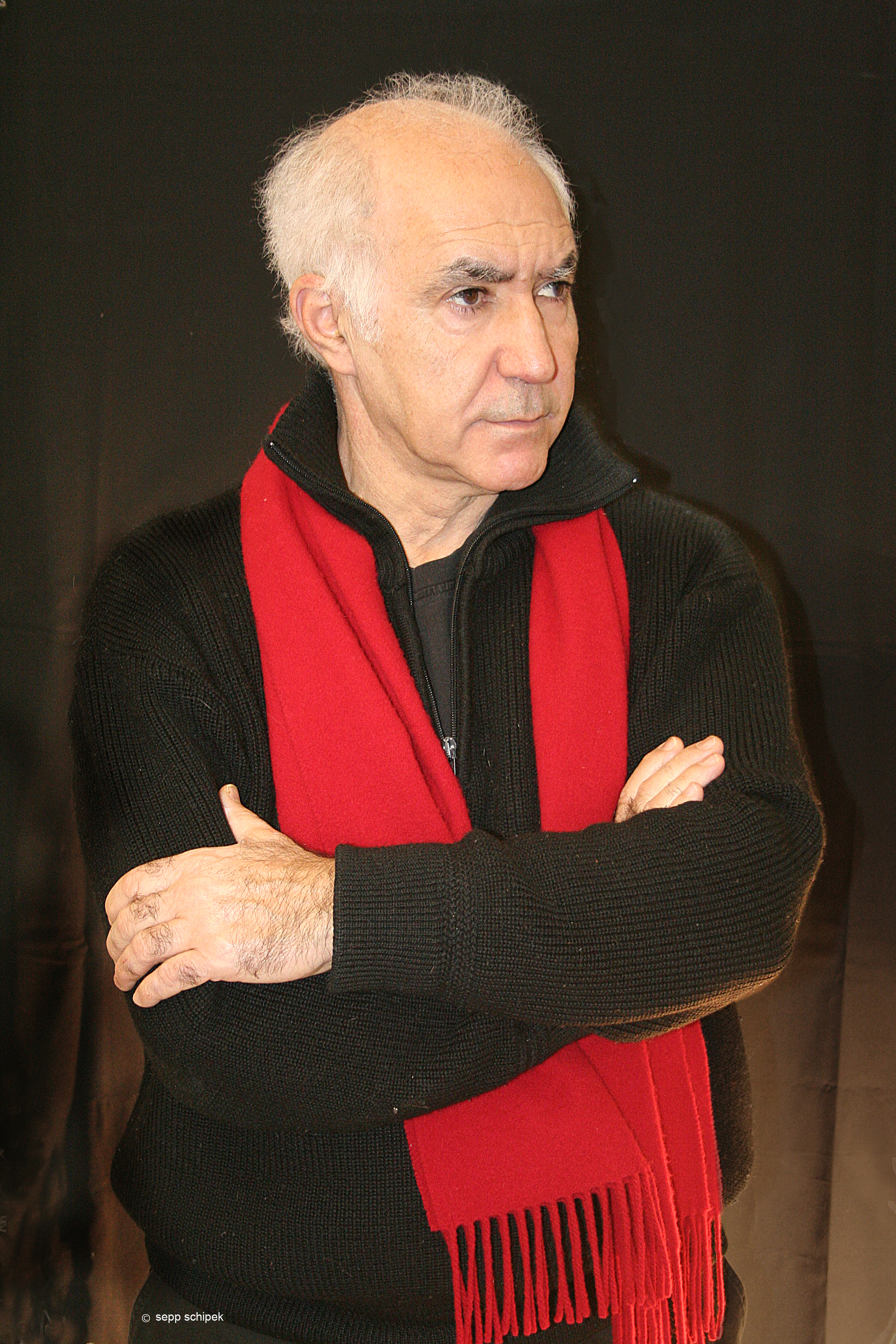
Asadur Asadian, 2015

Asadur Asadian (* 5. Dezember 1951 in Kangal, Republik Türkei) ist ein deutscher Künstler armenischer Herkunft.

## Biografie
Asadur Asadian wurde 1951 in Kangal geboren und erhielt seine Schulbildung an armenischen Einrichtungen in Istanbul. Er kam im Jahr 1975 nach Deutschland. Er studierte von 1977 bis 1984 an der Hochschule für Bildende Künste in Braunschweig. Im Jahr 1981 wurde er Meisterschüler bei Roland Dörfler. Seit 1984 lebt und arbeitet er als freier Maler in Braunschweig. Als Kind von Überlebenden des Völkermordes an den Armeniern verarbeitet er in seinen Werken die Geschichte des armenischen Volkes.

## Ausstellungen
- 1980: Niedersächsischer Landtag, Hannover
- 1980: Schloss Wolfsburg, Wolfsburg
- 1983: Dresdner Bank, Braunschweig
- 1984: Emmauskirche, Braunschweig
- 1985: Schloss Gifhorn, Gifhorn
- 1985: Kloster St. Marienberg, Helmstedt
- 1987: Evangelische Akademie, Mülheim/Ruhr
- 1989: Kunstaktion für die Karabach-Hilfe, Paris
- 1992: Atelierausstellung, Braunschweig
- 1994: Bistro im Landesmuseum, Braunschweig
- 1999: Daimler-Chrysler, Mainz
- 1999–2000: Brüdernkirche St. Ulrici, Braunschweig[2]
- 2000: Kirche zum Heiligen Kreuz und Berliner Dom, Berlin[3]
- 2009: Städtische Kunsthalle, Almelo/Niederlande
- 2012: Privatgalerie Hans-Joachim Selenz, Peine-Woltorf
- 2015: Never Again – Armenische Passion, in der Jakob-Kemenate und St. Michaelis-Kirche, Braunschweig[4][5][6][7][8]

## Auszeichnungen
- 1983: Förderpreis des Ministeriums für Wissenschaft und Kunst[1]